# کلاوس لانزارینی
کلاوس لانزارینی (به انگلیسی: Klaus Lanzarini) (زادهٔ ۱۸ ژانویهٔ ۱۹۷۷) شناگر اهل ایتالیا است.